# أناستازيا سكوبتسوفا
أناستازيا إيلينيشنا سكوبتسوفا (بالروسية: Анастасия Ильинична Скопцова)؛ من مواليد 8 نوفمبر 2000) راقصة جليدية روسية مع شريكها في التزلج كيريل أليشين، حاصلت على الميدالية البرونزية في كأس روستيليكوم 2020، والميدالية الفضية كأس سلسلة التحدي تالين 2018 2018 والميدالية البرونزية الوطنية الروسية لعام 2021.
في وقت سابق من مسيرتهم المهنية، فازوا بالميدالية الذهبية في بطولة العالم للناشئين لعام 2018 ونهائي سباق الجائزة الكبرى للناشئين لعام 2017، بالإضافة إلى الميدالية البرونزية في دورة الألعاب الأولمبية الشتوية للشباب لعام 2016.

## روابط خارجية
- أناستازيا سكوبتسوفا في الاتحاد الدولي للتزلج